# Anochetus princeps
Anochetus princeps é uma espécie de formiga do gênero Anochetus, pertencente à subfamília Ponerinae.